# 明德森特戈迪绍
明德森特戈迪绍，是匈牙利巴兰尼亚州所辖的一个村。总面积22.97平方公里，总人口910，人口密度39.6人/平方公里（2011年1月1日）。